# وليام سانفورد بنينجتون
وليام سانفورد بنينجتون (بالإنجليزية: William Sanford Pennington)‏ (و. 1757 – 1826 م) هو قاض، ومحام، وسياسي من الولايات المتحدة الأمريكية ولد في نيوآرك، نيوجيرسي.